# Scorzonera hissarica
Scorzonera hissarica là một loài thực vật có hoa trong họ Cúc. Loài này được mô tả khoa học đầu tiên năm 1889.